# براکنل
longitudeبراکنلlatitudeبراکنل
براکنل (به انگلیسی: Bracknell) شهری در منطقهٔ لیدز کشور انگلستان است که این کشور خود بخشی از بریتانیا محسوب می‌شود. این شهر در سال ۱۹۹۱ میلادی ۶۰٫۸۹۵ نفر جمعیت داشته و در سرشماری سال ۲۰۰۱ جمعیت آن به ۷۰٫۷۹۵ نفر رسیده‌است. میزان رشد سالانهٔ جمعیت براکنل ‎-۰٫۰۵ درصد می‌باشد و جمعیت این شهر در سال ۲۰۱۲ به ۷۰٫۴۲۳ نفر تغییر یافت.